# Lasiocercis vadoni
Lasiocercis vadoni là một loài bọ cánh cứng trong họ Cerambycidae.